# Jeruzsálemi zsinat
Krisztus után 49-ben a fiatal keresztény egyház tagjai a jeruzsálemi zsinaton, vagy apostoli zsinaton elhatárolják az egyházat a mózesi törvények egy részétől. A kereszténység első nagy történelmi fordulópontjává vált ezzel a zsinat. A zsinat a keresztény egyház egységét szolgálta.

## A zsinat előzménye, szükségessége
A megbeszélés szükségességét az váltotta ki, hogy a körülmetélés szempontjából egységes álláspontra jussanak. Szükséges-e körülmetélkedniük a pogányoknak az üdvösség eléréséhez? Krisztus váltsága egyedül üdvözít, vagy szükséges-e a mózesi szabályok betartása is hozzá?

## A zsinat
Jelen voltak az apostolok, beleértve Pál apostolt is, a jeruzsálemi egyház, az antiochiai küldöttek és Barnabás is. Az antiochiaiak, és az áttért farizeusok követelték, hogy maradjon meg a körülmetélés szertartása, de Péter és Jakab ingadozása után Pál apostol - a galatákhoz írt levélben leírta, - kérdőre vonta Péter apostolt, hogy ha nem zsidó szokás szerint él, akkor hogyan kényszerítené a pogányokat a körülmetélésre?
Megegyeztek abban, hogy nem a törvény tesz igazzá, hanem Krisztusba vetett hit. Ezután a zsidó szertartás kötelezőségét a zsinat elvetette. Határozatot hoztak még arról, hogy nem lehetett viszont bálványoknak áldozott eledelből, és fojtott állatból enni, tartózkodni kell a vérüktől, kerülni a paráznaságot. (ApCsel 15.23 - 29). Itt ismerték el Pál apostol elhivatott szerepét, hogy van joga téríteni a pogányok között.